# 帕特纳赫广场站
帕特納赫广场站（德語：U-Bahnhof Partnachplatz）是慕尼黑地铁6号线位于慕尼黑森德灵的一座车站，位于慕尼黑帕特納赫广场广场。